# Parachabora triangulifera
Parachabora triangulifera là một loài bướm đêm trong họ Noctuidae.